# Elachiptera salinaria
Elachiptera salinaria är en tvåvingeart som beskrevs av Curtis W. Sabrosky och Valley 1987. Elachiptera salinaria ingår i släktet Elachiptera och familjen fritflugor.
Artens utbredningsområde är New Jersey. Inga underarter finns listade i Catalogue of Life.